# Phaeophilacris aranea
Phaeophilacris aranea är en insektsart som beskrevs av Henri Saussure 1878. Phaeophilacris aranea ingår i släktet Phaeophilacris och familjen syrsor. Inga underarter finns listade i Catalogue of Life.